# EL og IT Forbundet
EL og IT Forbundet es una federación sindical noruega de ámbito nacional, que organiza a los trabajadores de las industrias de telecomunicación, suministro de energía, electricidad y tecnología de la información. La asociación es miembro de la Confederación Noruega de Sindicatos (noruego: Landsorganisasjonen i Norge, LO) y en 2014 contaba con alrededor de 15 000 inscritos.
EL og IT se fundó el 1 de enero de 1999 como resultado de la fusión de las federaciones sindicales previas Tele- og Dataforbundet (TD) y Norsk Elektriker og Kraftstasjonsforbund (NEKF), ambas adheridas a la LO. Desde 2015, Jan Olav Andersen es el secretario general de la unión gremial, que no está afiliada a ningún partido pero asume las posiciones políticas que considera más beneficiosas para su membresía y sirven simultáneamente a los intereses sociales generales.

## Mecenazgo de exhumaciones en España
El sindicato se ha involucrado económicamente en distintos proyectos que la Asociación para la Recuperación de la Memoria Histórica coordina en España para la exhumación de los cuerpos de sindicalistas ejecutados por la represión franquista y sepultados en fosas comunes, remediando la retirada de financiación por parte del Gobierno de España. Así, en 2014 aportaron fondos para las excavaciones en Alcalá del Valle, Canseco, Chaherrero y Murias. En 2018 fueron sufragados también los gastos de una actuación en el cementerio municipal de Guadalajara.

## Sindicatos afiliados
- Heismontørenes Fagforening
- Elektromontørenes Forening Oslo og Akershus
- Elektroarbeidernes Fagforening, Hordaland Sogn og Fjordane

## Secretarios generales
- Anders Kristoffersen (1999–2001)
- Hans O. Felix (2001–2015)
- Jan Olav Andersen (2015–2023)
- Geir Ove Kulseth (desde  2023)